# 頻尿症
頻尿症（英文：Frequent urination）。是指一個人在特定時間內的排尿次數比正常人高。

## 定義
一般正常的成年人，一天排尿次數大約5至7次，夜間0至1次，女性通常會較少。
因此排尿10次以上一般都屬不正常情況，稱之為頻尿症。

## 造成原因
- 前列腺肥大症
- 膀胱炎
- 妊娠
- 糖尿病
- 間質性膀胱炎
- 正在服用利尿劑
- 酒精
- 過量飲水

## 影響
由於排尿後身體會缺乏一少部份的水份，自然有口乾想喝東西的感覺，從而去喝東西，所以頻尿症的人，除了排尿次數多，喝東西次數也跟隨增多

## 診斷測驗
- 尿液檢查
- 尿液培養鑑定檢查
- 膀胱功能測量檢查
- 超音波檢查（骨盆和腹部）

## 防禦方法
盡量避免食用過多的水或飲料，特別是咖啡或酒。